# برج العيفة
برج العيفة إحدى قرى ولاية الكاف في الجمهورية التونسية، تابعة لمعتمدية نبر، وهي تقع على الطريق الوطنية رقم 5 شمال شرقي مدينة الكاف على بعد 20 كم منها.

### مواضيع ذات علاقة
- معتمدية نبر.
- ولاية الكاف.